# Anotylus tetracarinatus
Anotylus tetracarinatus är en skalbaggsart som först beskrevs av Block 1799.  Anotylus tetracarinatus ingår i släktet Anotylus och familjen kortvingar. Enligt den finländska rödlistan är arten nära hotad i Finland. Arten är reproducerande i Sverige. Artens livsmiljö är skogar. Inga underarter finns listade i Catalogue of Life.